# Money Can't Buy
Money Can't Buy è stato un concerto promozionale gratuito della cantante Kylie Minogue, per promuovere il suo nono album in studio Body Language, tenuto allo Hammersmith Apollo di Londra il 15 novembre 2003, due giorni prima del lancio ufficiale dell'album.

## Sviluppo

### Titolo
Il nome del concerto (in italiano "I soldi non possono comprare") è dato dal fatto che i 4000 biglietti per lo spettacolo non potevano essere comprati ma soltanto vinti, attraverso un concorso per i fan della cantante. In aggiunta, Minogue ha donato due biglietti alla National Society for the Prevention of Cruelty to Children (NSPCC), che sono stati messi all’asta durante un ballo di beneficenza a favore della campagna "Full Stop" dell’associazione e venduti per £8000.

### Produzione
La produzione dello spettacolo è invece costata 1000000 $. William Baker e Alan MacDonald hanno ricoperto rispettivamente i ruoli di direttore creativo e direttore artistico del concerto, mentre Michael Rooney e Steve Anderson si sono occupati della coreografia e degli arrangiamenti musicali.
Minogue era poi affiancata da 12 ballerini e da una band completa.

### Sviluppo
Prima dello spettacolo, Minogue ha tenuto una conferenza stampa e ha parlato dello sviluppo di Money Can't Buy, dichiarando: «È stato piuttosto intenso. Cerco di sembrare abbastanza tranquilla, ma le settimane che hanno preceduto questo evento sono state davvero intense. Ci saranno alcune vecchie [nella scaletta], ma non sono poi così vecchie. Faremo un piccolo salto indietro nel tempo. È sempre difficile scegliere quali brani suonare del nuovo album e capire cosa funzionerà meglio. Ci saranno un paio di sorprese e anche un paio di vere chicche per i fan più appassionati.»
Durante lo show, Kylie ha debuttato 6 nuovi brani da Body Language, incluso Slow che quella settimana si trovava al vertice della classifica Official Singles Chart britannica. Erano poi incluse le esibizioni di alcune delle precedenti hit della cantante, per una durata complessiva di 75 minuti.

### Costumi
Minogue ha indossato cinque diversi costumi durante lo spettacolo, realizzati da case di moda come Balenciaga, Chanel e Helmut Lang.

## Sinossi
Il concerto è stato suddiviso in quattro parti (in ordine cronologico): Paris By Night, Bardello, Electro e On Yer Bike.
Paris By Night si è aperto con il brano Still Standing, che Kylie ha cantato al di sopra di una trave nera lunga otto metri sospesa in aria, riponendo l'immagine di copertina dell'album Body Language, fino a raggiungere il palco verso il termine della canzone. Ha quindi eseguito Red Blooded Woman, seguita da On A Night Like This. Quest’ultima performance si è ispirata al musical Singin' in the Rain del 1952 e ha visto i ballerini roteare ombrelli rossi iridescenti davanti a schermi LCD che simulavano pioggia digitale. Durante questa sezione, Minogue ha adottato un look ispirato a Brigitte Bardot, indossando una maglia a righe bianche e nere, un corsetto nero e pantaloni. Le immagini della Torre Eiffel e della Cattedrale di Notre-Dame sono state proiettate sugli schermi come sfondo.
Bardello è iniziato con un mashup tra il singolo del 1998 Breathe e Je t'aime... moi non plus, un duetto francese del 1969 tra Serge Gainsbourg e Jane Birkin. Craig MacLean del Daily Telegraph ha descritto i ballerini di supporto di questo segmento come ciclisti del Tour de France che fanno le hostess del Moulin Rouge. Sono seguite le esibizioni di After Dark e Chocolate.
Electro: simboli quasi giapponesi illuminati sugli schermi hanno fatto da sfondo all’esibizione di Can't Get You Out of My Head, che ha aperto questa parte. I ballerini, vestiti con costumi ispirati al bondage, hanno eseguito delle flessioni robotiche come parte della coreografia.Minogue ha poi cantato altri due brani di Body Language, Slow e Obsession, concludendo il segmento con In Your Eyes.
On Yer Bike si è aperto con Minogue sdraiata su una motocicletta, vestita interamente di bianco. Ha poi cantato Secret (Take You Home) e Spinning Around.
Encore: dopo un ultimo cambio d’abito, Kylie ha chiuso il concerto con l'allegra Love at First Sight.

## Scaletta
Atto I: PARIS BY NIGHT
1. Still Standing
2. Red Blooded Woman
3. On A Night Like This (contiene estratti di Singin' in the Rain)

Atto II: BARDELLO
1. Breathe (contiene estratti di Je t'aime)
2. After Dark
3. Chocolate

Atto III: ELECTRO
1. Can't Get You Out of My Head
2. Slow
3. Obsession
4. In Your Eyes

Atto IV: ON YER BIKE
1. Secret (Take You Home)
2. Spinning Around

ENCORE
1. Love at First Sight

## Registrazione e broadcasting
Lo spettacolo è stato trasmesso in diretta su AOL il 15 novembre 2003, mentre il 22 novembre è stato trasmesso sul canale inglese ITV1; in Australia, invece, il 24 novembre. La versione televisiva è stata editata e presenta quindi delle differenze rispetto alla versione commercializzata in seguito.
A partire dal 12 luglio 2004 il concerto è stato commercializzato in formato DVD per £19.99, dal titolo: Body Language Live - Album Launch Live at the London Apollo. Oltre allo show integrale, il cofanetto include una galleria fotografica, i video musicali di Slow, Red Blooded Woman e Chocolate, e i background video usati per le performance di Slow e Chocolate. È inoltre compreso il documentario: Behind the scenes: Body Language live documentary.

### Successo e classifiche
In Australia, Body Language Live ha raggiunto le 15.000 copie distribuite ed è stato certificato disco di platino dall’Australian Recording Industry Association (ARIA). Nel Regno Unito, ha ottenuto la certificazione oro dalla British Phonographic Industry (BPI) nel marzo 2005 per aver raggiunto le 25.000 copie distribuite. Il DVD è inoltre entrato nella classifica degli album in Germania, raggiungendo la posizione numero 64.

### Formati
- Body Language Live DVD (NTSC) - venduto per £15.99[19]
- Body Language Live DVD (PAL) - venduto per £14.99[20]

## Money Can't Buy - EP
Nel Target Store americano è stato pubblicato un EP il 10 febbraio 2004, contenente 3 tracce live dal concerto Money Can't Buy.

### Tracce
1. Can't Get You out of My Head (live) – 7:02
2. Slow (live) – 3:24
3. Red Blooded Woman (live) – 4:22